# James Patton Flick
James Patton Flick (* 28. August 1845 in Bakerstown, Allegheny County, Pennsylvania; † 25. Februar 1929 in Bedford, Iowa) war ein US-amerikanischer Politiker. Zwischen 1889 und 1893 vertrat er den Bundesstaat Iowa im US-Repräsentantenhaus.

## Werdegang
Im Jahr 1852 kam James Flick mit seinen Eltern in das Wapello County in Iowa. 1857 zog die Familie in das Taylor County weiter. Flick besuchte die öffentlichen Schulen seiner neuen Heimat. Zwischen April 1862 und September 1864 nahm er als Soldat einer Infanterieeinheit aus Iowa am Bürgerkrieg teil. Von 1869 bis 1870 war Flick Protokollist in der Verwaltung des Taylor County. Nach einem anschließenden Jurastudium und seiner im Jahr 1870 erfolgten Zulassung als Rechtsanwalt begann er in Bedford in seinem neuen Beruf zu praktizieren.
Flick war Mitglied der Republikanischen Partei. In den Jahren 1878 und 1879 saß er als Abgeordneter im Repräsentantenhaus von Iowa. Von 1880 bis 1886 war er Staatsanwalt im dritten Gerichtsbezirk von Iowa. 1888 wurde Flick im achten Wahlbezirk von Iowa in das US-Repräsentantenhaus in Washington, D.C. gewählt, wo er am 4. März 1889 die Nachfolge von Albert R. Anderson antrat. Nach einer Wiederwahl im Jahr 1890 konnte er bis zum 3. März 1893 zwei Legislaturperioden im Kongress absolvieren.
Im Jahr 1892 verzichtete James Flick auf eine erneute Kandidatur. Er nahm in Bedford wieder seine alte Arbeit als Rechtsanwalt auf. Politisch hat er kein weiteres Mandat mehr angestrebt. Flick starb am 25. Februar 1929 in Bedford und wurde dort auch beigesetzt.